# Сабиркенди (Марнеульский муниципалитет)
Сабиркенди (груз. საბირქენდი, азерб. Sabirkənd) — село Марнеульского муниципалитета, края Квемо-Картли республики Грузия со 100%-ным азербайджанским населением. Находится на юге Грузии, на территории исторической области Борчалы.

## География
Граничит с селами Азизкенди, Алгети, Аджиискенди и Церетели Марнеульского Муниципалитета.

## Население
По данным Государственного статистического комитета Грузии, согласно официальной переписи 2002 года, численность населения села Сабиркенди составляет 3713 человек и на 100 % состоит из азербайджанцев.

## Экономика
Население в основном занимается сельским хозяйством, овцеводством и скотоводством. Село испытывает проблемы с водоснабжением.

## Достопримечательности

### Мечеть
Мечеть имени Имама Кязыма. Строительство мечети в селе Сабиркенди было начато летом 2012 года и осуществлялось на средства, выделенные Управлением Мусульман Грузии.

### Средняя школа
15 октября 2009 года состоялось официальное открытие после капитального ремонта средней школы села Сабиркенди. Ремонтные работы были проведены на средства, выделенные грузинским представительством Турецкого агентства по сотрудничеству и координации (TİKA). На церемонии открытия школы присутствовали посол Турции в Грузии Левенд Мурад Бурхан, мать президента Грузии Михаила Саакашвили — Гиули Аласания, губернатор края Квемо-Картли Давид Киркитадзе, координатор грузинского отделения TİKA Селим Куш, первый заместитель министра образования и науки Республики Грузии — Ирина Куртадзе, начальник департамента региональной координации министерства образования и науки Республики Грузии — Александр Журули, депутат парламента Грузии — Азер Сулейманов и глава исполнительной власти Марнеульского района Заза Деканоидзе.
В августе 2010 года по решению Министерства Образования Республики Грузия, в результате реорганизации школ, две школы села Сабиркенди были объединены в одну единую школу.

## Известные уроженцы
- Тамилла Мамедова — учительница средней школы села Сабиркенд, стипендиат президента Грузии.[10]
- Масимов, Шамши Магаррам-оглы (1910-?) — ветеран ВОВ, награждённый Орденом Отечественной войны II степени.